# Hernando (Mississippi)
Hernando è una città (city) degli Stati Uniti d'America, capoluogo della contea di DeSoto, nello Stato del Mississippi.
Il nome della città è un tributo all'esploratore spagnolo Hernando de Soto a cui è intitolata anche la contea.